# Роберт Когейн
Роберт Оуен Когейн (3 жовтня 1941 або 3 листопада 1941 , Чикаго, Іллінойс ) (англ. Robert Owen Keohane)) — американський академік, який після публікації своєї впливової книги «Після Гегемонії»(1984), почав часто асоціюватися з теорією неоліберального інституціоналізму в міжнародних відносинах. У даний час він є професором політології в Школі громадських та міжнародних відносин імені Вудро Вілсона й у Принстонському університеті. . У 2011 році провели дослідження міжнародних відносин вчених, у результаті якого, Кеохейн посідає друге місце за рівнем впливу та якості вченості за останні двадцять років.

## Ранні роки
Когейн народився в лікарні при Чиказькому університеті. До п'ятого класу він навчався в школі-лабораторії при Чиказькому університеті. Коли йому було 10 років, сім'я переїхала в Маунт Керрол, штат Іллінойс, де він відвідував державну школу, а його батьки навчали в Шеймерському коледжі. Після 10-го класу, Когейн навчався в Шімере за шкільною програмою швидкого вступу, яка з 1950 року дозволяла обраним учням середніх шкіл вступити в коледж до закінчення середньої школи. Коли пізніше його запропонували порівняти свій рівень освіти, коли він був абітурієнтом з Шімера, з його випускною роботою в Гарвардському університеті, Кеохейн зауважив: «мені не ясно, що я ніколи не був з більш яскравою групою людей, ніж ті, хто вступав за швидкою програмою». У даний час Кеохан працює в комітеті опікунів Шеймерського коледжу.
Він здобув ступінь бакалавра з відзнакою у Шеймерському коледжі в 1961 році.  Він отримав ступінь доктора філософії в Гарвардському університеті в 1966 році, через рік після того, як приєднався до факультету Суортморського коледжу. Він був студентом професора Гарвардського університету Стенлі Хоффмана.

## Кар'єра
Когейн викладав у Суортморському коледжі, Стенфордському університеті, Брандейському університеті, Гарвардському університеті, та Дюкському університеті. У Гарварді він був Стенфілдським професором Міжнародного миру, а в Дюкському університеті був «професором Джеймса Б. Дюка»(титул) політичних наук.
Він є автором багатьох робіт, у тому числі «Після Гегемонії: Співпраця та розбіжності у світовій політичній економії» (Princeton University Press, 1984), за що він був нагороджений другою щорічною Нагородою Граумейєра Університету Луїсвілла в 1989 році за «Ідеї покращення світового порядку». 
У період з 1974 по 1980 рік він був редактором журналу «Міжнародна організація». Він був президентом Міжнародної асоціації досліджень (1988—1989) та Американської політологічної асоціації (1999—2000).
Когейн є членом Американської академії мистецтв та наук, Американської академії політичних та суспільних наук, і провів Грант Ґуґґенгайма та грант у Центрі перспективних досліджень в галузі поведінкових наук та Національного гуманітарного центру. У 2005 році йому було присвоєно премію ім. Йохана Скитте в галузі політології й обрано до Національної академії наук у тому ж році. Його описують як найвпливовішого вченого міжнародних відносин у дослідженні зовнішньої політики 2005 року. [недоступне посилання з квітня 2019]
Серед політологів, які були його учнями варто відмітити Лізу Мартін, Ендрю Моравчика, Лайну Мозлі, Бет Сіммонс, Рональда Мітчелла та Хелен В. Мілнер . Відомим студентом з іншою професією є Фарід Закарія. 
У 2012 році Когейн отримав Гарвардську медаль «Століття» . 
Наприкінці 2013 року він був у Альянсі видатних гостей Американської академії у Берліні.
У 2014 році він був нагороджений премією Джеймса Медісона Американської політологічної асоціації. 
Нагороджений Премією ім. Бальзана за міжнародні відносини: історія та теорія.
Когейн одружений з Наннерль О. Когейн, колишнім президентом Університету Дьюка та коледжу Велеслі, а також відомим політологом.   У них чотири дорослі дитини: Сара, Стефан, Йонатан і Натанієл.

## Книги
- After Hegemony: Cooperation and Discord in the World Political Economy. Princeton University Press, 1984 (Після гегемонії: співпраця і розбіжності у світовій політичній економії)
- Neorealism and Its Critics (Columbia University Press, 1986). Неореалізм та його критики
- International Institutions and State Power: Essays in International Relations Theory. Westview, 1989 (Міжнародні інститути та державна влада: нариси з теорії міжнародних відносин)
- Power and Interdependence: World Politics in Transition. Little, Brown, 1977 (із Joseph S. Nye, Jr.) (Сила та взаємозалежність: світова політика в перехідному періоді із Джозефом Ней-мол.);
- Designing Social Inquiry: Scientific Inference in Qualitative Research. Keohane, Robert; King, Gary; Verba, Sidney (Princeton Princeton University Press, 1994) (Розробка соціальних досліджень: наукове втілення в якісних дослідженнях (Принстон, 1994); із Гарі Кінгом і Сіднеєм Вербою)
- Power and Interdependence in a Partially Globalized World (New York: Routledge 2002) Сила та взаємозалежність у частково глобалізованому світі
- Humanitarian Intervention: Ethical, Legal, and Political Dilemmas Keohane, Robert; Holzgrefe, J.L. (Cambridge University Press, 2003) Гуманітарна інтервенція: етичні, правові та політичні дилеми; з Дж. Л. Хольцгрефе
- The Regime Complex for Climate Change (Keohane, Robert; Victor, David G. 2010) Режимний комплекс для зміни клімату .